# Изабела Шопова
Изабела Шопова е българска писателка. Родена е във Варна. Завършва варненската Математическа гимназия и варненския Технически университет. Живее в Австралия.